# Менделеевские съезды

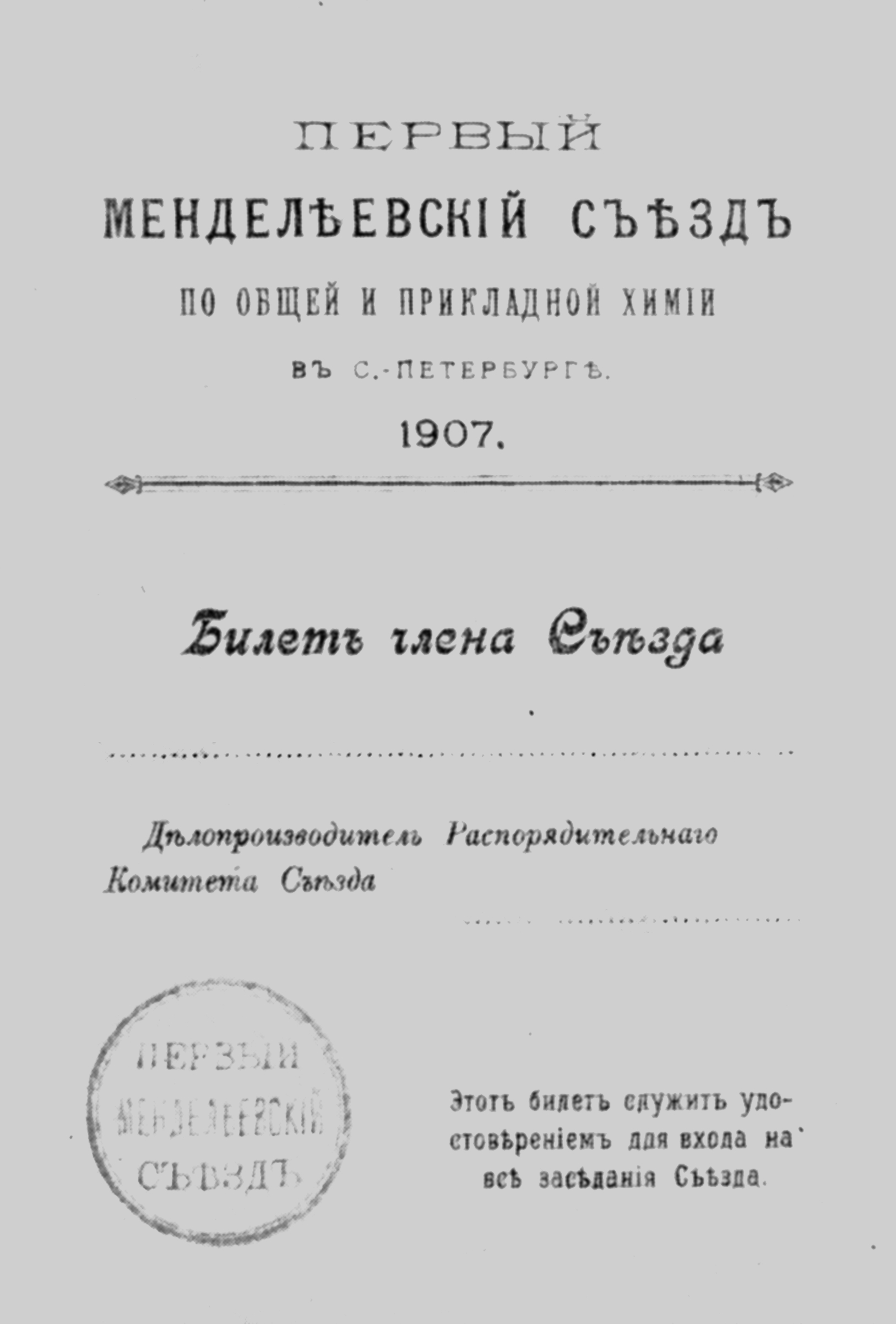
Билет участника 1-го Менделеевского съезда. Санкт-Петербург. 1907

Менделеевские съезды — крупнейшие традиционные международные научные форумы, посвящённые вопросам общей («чистой» — фундаментальной) и прикладной химии. От других подобных мероприятий отличаются не только масштабами, но и тем, что они посвящены не отдельным направлениям науки, а всем областям химии, химической технологии, промышленности, а также смежным отраслям науки и производства. Съезды учреждены и начали проводиться в России по инициативе Русского физико-химического общества (РФХО) в память Д. И. Менделеева с 1907 года, года его кончины (I съезд; II съезд — 1911), — в СССР (III съезд — 1922). После VII съезда, состоявшегося в 1934 году, последовал 25-летний перерыв — VIII съезд прошёл только в 1959 году. «Рекордным» был XVIII съезд, прошедший в Москве в 2007 году, и по числу участников — 3 850, и по числу докладов — 2 173. Он был посвящён 100-летию самого этого мероприятия.

## Хронология
- I съезд — 20—30 декабря 1907 года, Санкт-Петербург — Съезд памяти Д. И. Менделеева. Проблемы химии и физики.
- II съезд — 21—28 декабря 1911 года, Санкт-Петербург — Вопросы общей химии и физики, химической технологии.
- III съезд — 25 мая — 1 июня 1922 года, Петроград — Прикладная химия. Открытие радия.
- IV съезд — 17—23 июня 1925 года, Москва — Общая и прикладная химия.
- V съезд — 15—21 июля 1928 года, Казань — 100 лет со дня рождения А. М. Бутлерова. Чистая и прикладная химия.
- VI съезд — 25 октября — 1 ноября 1932 года, Харьков — Теоретическая и прикладная химия. Итоги 1-й пятилетки.
- VII съезд — 10—13 сентября 1934 года, Ленинград—Москва — 100 лет со дня рождения Д. И. Менделеева. Теоретические проблемы химии.
- VIII съезд — 1959 год, Москва — Проблемы общей и прикладной химии и её применение в народном хозяйстве.
- IX съезд — 1965 год, Киев — Химизация сельского хозяйства.
- X съезд — 1969 год, Ленинград — 100-летие открытия периодического закона.
- XI съезд — 1975 год, Алма-Ата — Итоги химии и промышленности в IX пятилетке.
- XII съезд — 1981 год, Баку — Проблемы химии, промышленности и сельского хозяйства.
- XIII съезд — 1984 год, Москва—Ленинград — 150 лет со дня рождения Д. И. Менделеева.
- XIV съезд — 1989 год, Ташкент — Химико-технологические проблемы.
- XV съезд — 1993 год, Минск — Химические проблемы экологии.
- XVI съезд — 25—29 мая 1998 года, Санкт-Петербург — 250-летие отечественной химической науки.
- XVII съезд — 2003 год, Казань — 175-летию со дня рождения А. М. Бутлерова и 100-летию со дня рождения Б. А. Арбузова.
- XVIII съезд — 23—28 сентября 2007 года, Москва — 100-летие Менделеевских съездов[1][2][3].
- XIX съезд — 25—30 сентября 2011 года, Волгоград.
- XX съезд — 26—30 сентября 2016 года, Екатеринбург.
- XXI съезд — 9—13 сентября 2019 года, Санкт-Петербург.

## История

### Учреждение
После XI съезда русских естествоиспытателей и врачей, прошедшего в 1901 году, за сравнительно небольшой срок русская физическая и химическая наука потеряла нескольких выдающихся своих представителей, не стало В. В. Марковникова, Ф. Ф. Петрушевского, М. И. Коновалова, А. Л. Потылицына, Е. Е. Вагнера, Ф. Ф. Бейльштейна; в 1907 году ушли из жизни Д. И. Менделеев и Н. А. Меншуткин. В марте 1907 года РФХО принимает решение о созыве очередного съезда естествоиспытателей и врачей; организаторы находят уместным, дабы отдать дань памяти Д. И. Менделеева, проведение в конце того же года Менделеевского съезда по общей и прикладной химии (мысль о созыве 1-го Всероссийского съезда химиков была высказана ещё в 1877 году А. Д. Любавским, однако практика регулярного проведения съездов русских естествоиспытателей и врачей расценивалась как противоречащая такого рода автономии). Теперь же названные обстоятельства склонили Физико-химическое общество к целесообразности и глубокой мемориальной символичности созыва такого форума — в сентябре 1907 года был избран Распорядительный комитет первого Менделеевского съезда, в который вошли: И. И. Боргман — председатель, А. Е. Фаворский — товарищ председателя, делопроизводители К. К. Баумгардт и В. Е. Тищенко, казначей — Н. Н. Соковнин.
Проведение съезда нашло обоснование и в общей научной, экономической ситуации сложившейся к тому времени в государстве, когда потребности реализации интенсивно развивающихся исследований находили отклик в виде встречного запроса промышленности вообще и частных отраслей производства, когда уже давно назрела необходимость взаимной координации и согласования их деятельности.

### I съезд

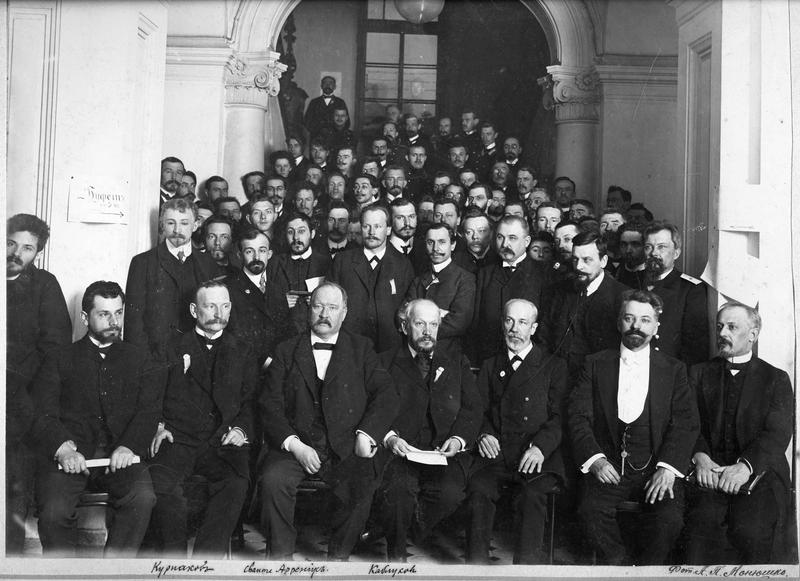
Группа участников 1-го Менделеевского съезда. В первом ряду: Н. А. Пушин, Н. С. Курнаков, Сванте Аррениус, И. А. Каблуков, А. А. Кракау, П. Д. Войнаровский, А. А. Яковлев. Электротехнический институт. С.-Петербург. 1907

С 20 по 30 декабря 1907 года, Санкт-Петербург. Съезд памяти Д. И. Менделеева. Вопросы общей химии, отраслей химической технологии и проблемы приложения химии в разных областях науки и техники. В программу включены также вопросы физики. В съезде приняли участие представители 80 городов России.
«Положение о Менделеевском съезде», утверждённое РФХО:
- 1) Менделеевский съезд по общей и прикладной химии имеет целью способствовать успехам химии и её приложений в России и вместе с тем сближению лиц, занимающихся химией и её приложениями.
- 2) Члены съезда могут быть лица, интересующиеся успехами химии в России.
- 3) Всякий, желающий вступить в члены съезда, вносит на расходы по устройству съезда пять рублей и сообщает своё имя, отчество, фамилию, точный адрес и род занятий.
- 4) Съезд устраивается Русским физико-химическим обществом при С.-Петербургском университете и находится в ведении Министерства народного просвещения[1][4].

Утверждён Устав периодических Менделеевских съездов по общей и прикладной химии и физике и положения об организационном Комитете съездов, который действовал при РФХО (в дальнейшем — при АН СССР).

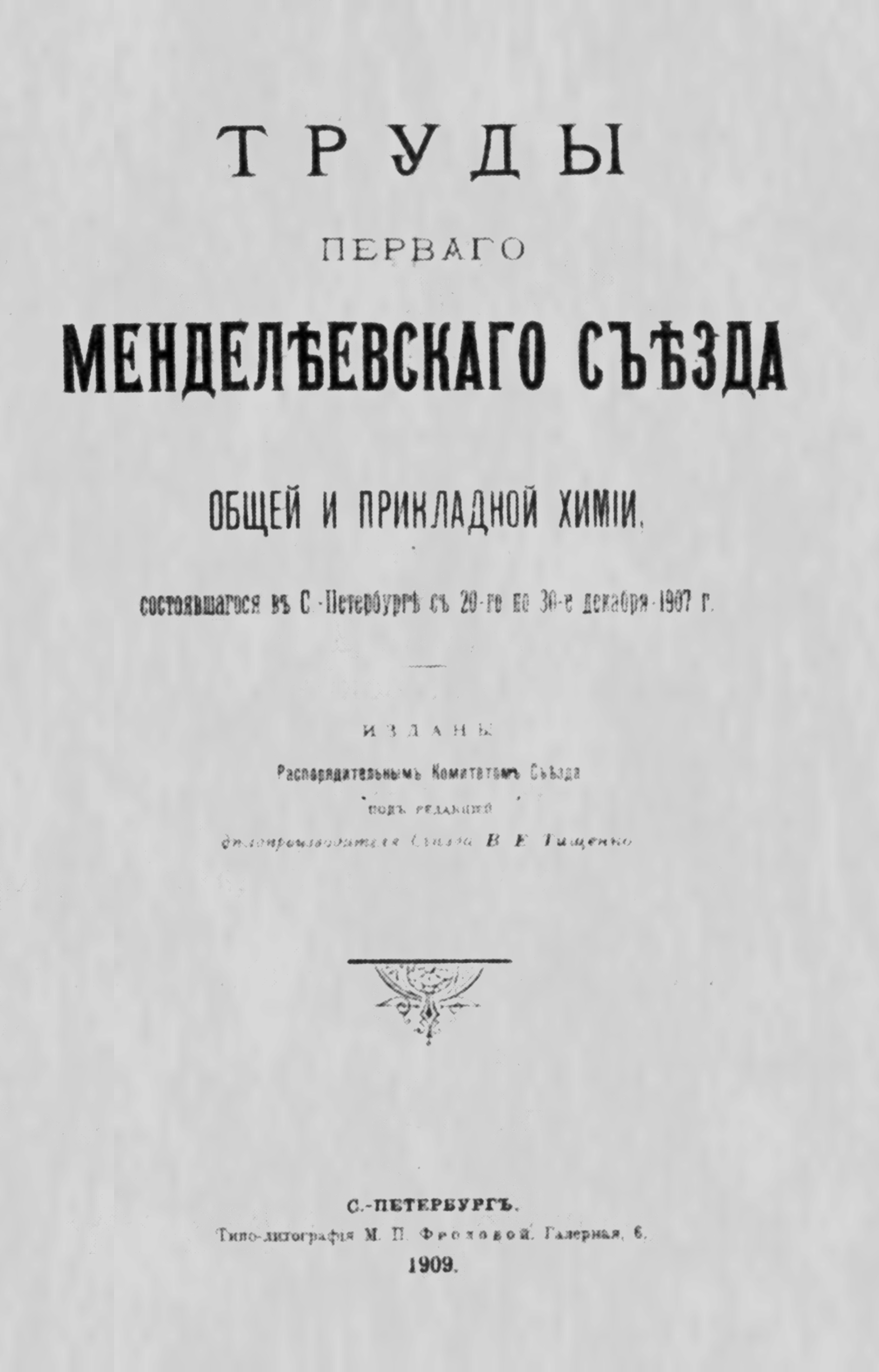
Титульный лист издания трудов 1-го Менделеевского съезда. С.-Петербург. 1909

Председателем съезда избран Н. Н. Бекетов; товарищи председателя: Ф. М. Флавицкий, Н. Е. Жуковский, П. Н. Лебедев, П. И. Вальден, И. А. Каблуков, С. Н. Реформатский, Д. Н. Прянишников, Сванте Аррениус (Стокгольм); секретари: Л. А. Чугаев и Н. П. Курнаков.
20 декабря 1907 года в главном здании Санкт-Петербургского университета прошло первое из четырёх торжественных заседаний Первого Менделеевского съезда, сообщения которых были посвящены жизни и всем сторонам деятельности Д. И. Менделеева. На 1-м выступили В. Е. Тищенко, Н. Н. Бекетов и В. Я. Курбатов; 2-е состоялось 26 декабря, его провели Г. Г. Густавсон, П. И. Вальден, Б. П. Вейнберг, Ф. Я. Капустин и Н. Е. Жуковский; 3-е прошло под председательством И. И. Боргмана 28 декабря в Русском техническом обществе, — выступили В. И. Ковалевский, И. Г. Бубнов, С. О. Залесский, Е. С. Фёдоров и В. Ф. Найдёнов; Заключительное заседание прошло в главном здании Университета 30 декабря под председательством Н. Н. Бекетова и И. А. Каблукова, выступили А. И. Воейков, К. В. Харчиков, П. П. Рубцов и Н. Г. Егоров.
На объединённых заседаниях председательствовали И. И. Боргман, И. А. Каблуков и Л. А. Чугаев. Работу Отделения химии вели председатели: А. Е. Фаворский, В. Ф. Тимофеев, Ф. М. Флавицкий. А. А. Альбицкий, И. П. Осипов, С. М. Тенатар, Л. В. Писаржевский и Д. К. Чернов. Заседания отделения биохимии прошли под председательством А. С. Фамицина, В. А. Роберти, А. К. Медведева и П. С. Коссовича, Отделению агрохимии под председательством Д. Н. Прянишникова, А. И. Набоких, А. А. Бычихина, А. Н. Острякова и П. С. Коссовича. На Отделении гигиены (председатели Г. В. Хлопин и И. И. Кияницин)
На отделениях химии. физики, агрохимии, биологии, гигиены, и на общих заседаниях химии и физики сделано 147 докладов:
- Отделения химии — 9 заседаний, 68 сообщений;
- Отделения физики — 4 заседания, 13 сообщений;
- Отделения агрохимии — 3 заседания, 23 сообщения;
- Отделения биологии — 3 заседания, 13 сообщений;
- Отделения гигиены — 1 заседание 4 сообщения;
- Отделений химии и физики (общих) — 9 заседаний, 26 сообщений.

В I Менделеевском съезде приняло участие 1008 учёных (55 женщин), было сделано 173 (165) докладов 

### II съезд
21 по 28 декабря 1911 года. Санкт-Петербург. Вопросы общей химии и физики, химической технологии. В докладах съезда были затронуты разделы —
- Химии:
  - 1) Общая химия (неорганическая, органическая, аналитическая);
  - 2) Методы химического анализа;
  - 3) Топливо, нефть;
  - 4) Химия металлургических процессов, металлография;
  - 5) Электрометаллургия, прикладная электрохимия;
  - 6) Химия силикатов (цемент, стекло, керамика);
  - 7) Биохимия (гигиена, фармакологическая химия, судебная химия, химия пищевых веществ);
  - 8) Агрохимия.
- Физики:
  - 1) Общая физика;
  - 2) Геофизика и астрофизика;
  - 3) Техническая физика, телаграфия без проводов, аэродинамика;
- Педагогические методы физики и химии.

Председатель распорядительного комитета — И. И. Боргман; товарищ председателя — А. Е. Фаворский. В первый день, сразу после открытия, И. П. Осипов сделал доклад о научной деятельность скончавшегося 30 ноября (13 декабря) почётного председателя комитета съезда Николая Николаевича Бекетова.
Первое общее собрание съезда состоялось 21 декабря 1911 года под председательством Н. А. Умова (товарищи председателя: Г. А. Тамман, Н. Д. Зелинский, Д. А. Гольдгаммер, А. П. Грузинцев; секретари: Л. В. Писаржевский и А. Р. Колли). Были сделаны следующие доклады: упомянутый — И. П. Осипова и Н. А. Умова — «Характерные черты и задачи современной естественнонаучной мысли».
24 декабря. Секция химии и физики, общее заседание — утренняя часть (председатель И. А. Каблуков): вечерняя часть (председатель П. И. Петренко-Критченко); 27 декабря. Секция химии и физики, общее заседание (председатель И. П. Осипов); 28 декабря. Заключительное общее собрание съезда (председатель Н. А. Умов):
Секция химии. Председатели: А. Е. Фаворский (заведующий секцией), Н. Д. Зелинский, Г. А. Тамман, Н. Я. Демьянов, И. П. Осипов, С. Н. Реформатский, В. Ф. Тимофеев. И. И. Бевад; секретари: С. С. Намёткин, Н. А. Прилежаев, В. А. Бородовский, В. К. Канчев, А. М. Герценштейн, И. О. Годлевский; делопроизводитель В. Н. Ипатьев. Председатель Секции методов преподавания химии — О. Д. Хвольсон; Секция биохимии. Председатель — Д. Н. Прянишников, затем — Ф. Н. Крашенинников, заведующий секцией В. И. Палладин. Секция гигиены. Выступили с докладами Г. В. Хлопин (заведующий секцией), Л. М. Горовиц и другие. Секция астрономической химии. Заведующий П. С. Коссович. Председатели: П. Ф. Бараков, К. Д. Глинка, С. А. Богушевский, А. И. Душечкин и В. В. Курилов.
Во время съезда был открыт организованный РФХО Кабинет-музей Д. И. Менделеева (СПбГУ).
На восьми заседаниях секции химии слушалось 84 доклада (51 докладчик); на четырёх заседаниях секции биохимии и биофизики — 11 докладов; на трёх заседаниях секции гигиены — 11; на двенадцати заседаниях секции общей физики — 44; на семи заседаниях секции геофизики — 23; на трёх заседаниях секции астрофизики — 12; на четырёх заседаниях секции телеграфии без проводов — 3 доклада; на заседании секции технической физики — 3 доклада; на двух заседаниях секции аэродинамики — 4 доклада; на семи заседаниях секции преподавания физики и химии — 7 докладов; на семи заседаниях секции агрохимии — 24 доклада.
В работе II Менделеевского съезда участвовало 1700 делегатов, было сделано 266 докладов.

### III съезд
C 25 мая по 1 июня 1922 года. Петроград. Прикладная химия. Открытие радия.
Первый съезд советского времени созван по инициативе РФХО, Отделения любителей естествознания, антропологии и этнографии и химического отдела Высшего Совета Народного Хозяйства (ВСНХ), при содействии Академцентра.
Президиум Оргкомитета — почётный председатель Д. П. Коновалов, председатель Н. С. Курнаков, вице-председатели А. Е. Фаворский, Л. А. Чугаев и В. Е. Тищенко; председатель Московского отделения — В. С. Гулевич. Избранное Оргкомитетом Исполнительное бюро было представлено следующими комиссиями: 1) Осведомительной, 2) Финансовой, 3) Жилищной, 4) Продовольственной, 5) Редакционной и 6) Библиотечной. Принято «Положение о третьем Менделеевском съезде» — шесть параграфов, регламентировавших его деятельность.
- 25 мая — первое общее собрание в Большой химической аудитории Петроградского университета, избран почётный председатель съезда — Д. П. Коновалов, председатель — Н. Д. Зелинский, товарищи председателя — А. Е. Арбузов, А. А. Байков и А. Е. Чичибабин, секретари — Н. Н. Ворожцов, Л. Г. Гуревич и Г. Е. Тимофеев.
- 25 мая (председатель А. Е. Чичибабин) — П. П. Лазарева «О работах Института биологической физики в Москве»;
- 27 мая (председатели А. Е. Чичибабин и Н. Д. Зелинский) — Д. В. Алексеев «Новые основы химической кинетики», А. Е. Арбузов «О необратимых эндотермических реакциях», Н. С. Курнаков «О законах кратных отношений. памяти Клода-Луи Бертоле. 1822—1922», В. Е. Тищенко «Война и химическая промышленность»;
- 30 мая — Д. С. Рождественский «Спектральный анализ и строение атомов», И. Я. Селеков «Методы и результаты исследования структуры вещества», В. Р. Бурсиан «Ионная теория кристаллических решёток и термохимическое её применение», Л. С. Термен «Радиомузыка» (с демонстрациями);
- 31 мая — Н. П. Курнаков «О пределах чувствительности живой протоплазмы».
- Секция общей химии. Общее руководство — Н. С. Курнаков; секретари: И. И. Черняев и Е. И. Дырмонт; председатели: Г. Е. Тимофеев, Д. В. Алексеев, А. А. Байков, А. В. Думанский, Н. Д. Зелинский, М. П. Дукельский, А. М. Беркгейм, Н. П. Песков, Д. Х Завриев; секретари: Б. В. Ильин, Я. К. Сыркин, В. Г. Воано, Н. П. Песков, И. И. Заславский, Д. А. Казанцев, А. И. Гундере, Н. Т. Фёдоров, М. С. Сканави-Григорьева; — 9 заседаний, 44 доклада: коллоидная химия и адсорбция, термический анализ и теплоёмкость, кинетика, радий и радиоактивность, физическая химия, электронная теория в химии.
- Секция органической химии. Общее руководство — А. М. Фаворский; секретари: П. В. Ивицкий и К. А. Тайпале. Председатели: Н.. Д. Зелинский, А. Е. Чичибабин, А. Е. Арбузов, В. В. Шаврин, Н. Н. Ворожцов, Л. Г. Гурвич; секретари: В. А. Измаильский, В. В. Евлампиев, Б. А. Апбузов и И. С. Яичников; — 5 заседаний, 30 докладов: полимеризация, ароматические производные, этиленовые и ацетиленовые углеводороды, белок.
- Секция технологии минеральных и органических веществ. Общее руководства — В. Е. Тищенко; секретари: А. П. Окатов и Н. П. Сабянин. Председатели: В. В. Шаврин, Г. Е. Тимофеев, М. К. Циглер, А. А. Яковкин, И. Ф. Пономарёв, А. В. Волокитин, Н. А. Розанов, П. И. Шестаков; секретари: А. И. Гундер, Д. А. Казанцев. М. Г. Окнов, А. П. Окатов и Н. П. Собянин; — 8 заседаний. 49 докладов: красители; азот и азотная кислота; сода, алюмосиликаты и соли; биохимические процессы.
- 1 июня, на заключительном общем собрании (председатель Н. Д. Зелинский),

Резолюции съезда указали на чрезвычайную важность развития — 1) производства оптического стекла; 2) радиевых — завода и института Академии наук; на съезде В. Г. Хлопин продемонстрировал результат деятельности советских учёных — полученный методом выделения из руд, разработанным ими, первый отечественный препарат радия (1 декабря 1921 года); 3) исследований Кара-Богаз-Гола; 4) производство брома и бромистых препаратов.
На III Менделеевском съезде было 406 делегатов, на 37 заседаниях представивших 150 (155) докладов.

### IV съезд
С 17 по 23 сентября 1925. Москва. Чистая и прикладная химия
Организован РФХО, Отделением химии Общества любителей естествознания, антропологии и этнографии при содействии Главнауки  и ВСНХ. Это был первый съезд советской эпохи, который определил основные направления развития исследований и пути создания химической промышленности страны.
Московское отделение Постоянного комитета Менделеевских съездов осуществляло подготовку и руководство съездом — председатель В. С. Гулевич, заместитель председателя А. Е. Чичибабин, секретари А. В. Степаов и А. П. Шахно. Состав докладчиков определили отделения комитета в Ленинграде, Иваново-Вознесенске, Воронеже, Харькове, Екатеринославе, Киеве, Смоленске, Одессе, Саратове, Перми, Свердловске, Казани, Тифлосе, Грозном, Ташкенте и Томске. Комиссии: финансовая (председатель В. П. Кравец), квартирная (П. П. Лазарев), продовольственная (В. В. Шаврин), редакционно-издательская (А. Е. Чичибабин), справочная (А. П. Терентьев, казначей В. С. Киселёв),
- 17 сентября в Большом зале консерватории — открытие съезда, вступительное слово В. С. Гулевича, доклады: В. Е. Тищенко «Памяти Д. И. Менделеева. Оценка результатов его деятельности, сделанная им самим», В. Н. Ипатьев «Наука, химическая промышленность и Авиахим».
- 18 сентября — объединённое собрание секций. сообщения: К. Фаянс (Польша) «Химические сплавы и строение атома», Ю. В. Вульф «Строение кристалла и химическое сродство», Ч. В. Раман (Индия) «Строение бензола».
- 19 сентября — общее собрание, доклады: Н. Д. Зелинский «Контакт и катализ в превращениях углеродистых соединений», Н. А. Изгарышев «Современная теория катализа», В. А. Кистяковский «Теория растворов в связи с современным учением о жидком состоянии вещества», П. П. Лазарев «Теория растворов с точки зрения современной физики».
- 20 сентября —а утреннее заседание: П. П. Лазарев «Строение атомов и химия», Н. С. Курнаков «Соединение и пространство», Д. П. Коновалов «Русская химическая промышленность»; — вечернее: Д. Н. Прянишников «Химизация [6] земледелия» [1], В. Н. Ипатьев «Вытеснение металлов и их окислов из раствора водородом», В. Г. Хлопин «Достижения в области радиоактивных веществ в СССР».
- 23 сентября — общее заключительное заседание в Большой аудитории Политехнического музея, доклады: А. А. Яковкин «Об утилизации атмосферного азота», А. Е. Чичибабин «Успехи органической химии», А. Н. Бах «Химико-физические основы иммунитетов».

Секции съезда:
- Общей химии — 176 докладов;
- Органической химии — 122 доклада;
- Технологии минеральных веществ — 26 докладов;
- Технологии органических веществ — 34 доклада;

и подсекциях:
- Коллоидной химии — 33 доклада;
- Агрономической химии — 23 доклада;
- Текстильно-химической — 18 докладов.

Тематика сообщений: физическая химия растворов и растворимости; физическая химия твёрдого тела; металлы группы платины; природа молекулярных и химических сил; аналитическая химия; электролиз; катализ; сложные неорганические системы; коллоидная химия; удобрения; химия кремния; химия и технология каучука; химия и технология нефти; химия угля; химия промежуточных продуктов и красителей; полимеризация органических соединений; химии волокнистых материалов; спектральные исследования органических соединений; термическое преобразование органических соединений; реакции этерификации; изучение природных продуктов; гетероциклические; химия производных жирного ряда.
В работе IV Менделеевского съезда приняло участие 1800 делегатов, сделано было 350  (450) докладов 

### V съезд
Посвящённый 100-летию А. М. Бутлерова съезд прошёл в Казани с 15 по 21 июня 1928 года. Председатель съезда А. Е. Фаворский, товарищи председателя Н. С. Курнаков, И. А. Каблуков, В. Е. Тищенко и С. Н. Реформатский, секретари А. Н. Реформатский и А. М. Васильев.
- 15 июня съезд был открыт в выступлениями А. Е. Арбузова (председатель Оргкомитета от РФХО при содействии правления Главнаука и ВСНХ) — памятная речь о Д. И. Менделееве и А. М. Бтлерове, А. Е. Фаворского — «А. М. Бутлеров как глава школы русских химиков» и А. Е. Чичибабина — «Теория химического строения ви свете современных научных данных».
- 17 июня общее собрание съезда было открыто сообщением В. Е. Тищенко «А. М. Бутлеров и Д. И. Менделеев в их взаимной характеристике», с докладами выступили: П. И. Петренко-Критченко «О законе периодичности», Б. К. Климов «Задачи прикладной химии в области создания отечественного машиностроения»,. Д. Н. Прянишников «Химификация земледелия на Западе и возможность её у нас»;

В работе съезда участвовало три секции, состоявших из трёх подсекций:
- Секция общей химии — 8 заседаний, 107 докладов;
- Секция органической химии — 8 заседаний, 87 докладов;
- Секция прикладной химии — 8 заседаний, 16 докладов;
- Подсекция коллоидной химии — 6 заседаний, 36 докладов;
- Подсекция аналитической химии — 4 заседания, 23 доклада;
- Подсекция агрономической химии — 3 заседания, 27 докладов.

На секциях и подсекциях с докладами выступили: Г. А. Разуваев, П. И. Петренко-Критченко, Э. Д. Венус-Данилова, И. С. Яичников, П. Т. Данильченко, М. И. Равич, Е. В. Алексеевский, Б. П. Фёдоров, В. Н. Ипатьев, Г. С. Воздвиженский, А. Ф. Герасимов, А. Г. Книга, А. Е. Арбузов, Б. А. Арбузов, А. Е. Алеев, И. А. Рабинович, А. С. Фокин, Е. Н. Гапон, А. В. Думанский, Е. П. Струкова, А. С. Уржумский, А. И. Августинник, С. И. Дьячковский, В. К. Першке, Н. А. Прилежаев, О. Е. Звягинцев, И. Н. Плаксин, А. Е. Чичибабин и другие делегаты.
На трёх общих собраниях съезда к участникам обратились его руководители с семь речами, на одном общем собрании секций было представлено три доклада; было проведено 37 секционных заседаний с 396 докладами.
Лондонское химическое общество прислало участникам съезда адрес, в котором говорилось :
Мы, президиум, совет и члены Химического общества, шлём президенту и членам Менделеевского Комитета наши сердечные приветствия по случаю Пятого Менделеевского съезда в Казани, посвящённого памяти проф. А. М. Бутлерова.  
 Признавая выдающиеся и фундаментальные исследования А. М. Бутлерова в области органической химии, мы не можем не упомянуть его замечательные работы о третичных спиртах, пинаколине, триметилуксусной кислоте и особенно по непредельным углеводородам.  
 Будучи солидарны с нашими русским коллегам по науке и химиками всего мира, мы, по случаю столетия А. М. Бутлерова, благоговейно чтим его память.  
 Шлём наши сердечные поздравления и наши искренние пожелания успеха в проведении съезда в Казани.
К съезду было выпущено первое посмертное (9-е очередное) издание «Основ химии» Д. И. Менделеева. На съезде была образована Номенклатурная комиссия по неорганическим соединениям под председательством Н. С. Курнакова. Было принято решение о формировании научно-исследовательского химического института имени А. М. Бутлерова при Казанском университете.
В съезде приняло участие 1082 делегата, в том числе 727 из разных городов страны, слушалось 500  (406) докладов .

### VI съезд
с 25 октября по 1 ноября 1932 года. Харьков. Вопросы теоретической и прикладной химия. Итоги 1-й пятилетки. 15-летие советской власти.
Организаторы: РФХО, Комитет по химизации народного хозяйства при Госплане СССР. Председатель Оргкомитета Н. А. Валяшко, заместители А. Н. Бах и В. С. Гулевич.
Общественные организации 143 городов прислали 6800 заявок на участие, удовлетворено — меньше половины, Промышленники составили 24 % делегатов, хозяйственники — 20 %, 32 % — представители научно-исследовательских институтов и 21 % — учебных заведений.
Доклады пленарных заседаний съезда:

- В. Н. Кондратьев «Физические методы изучения строения и свойств молекул»;
- А. Н. Теренин «Элементарные тпроцессы при химических реакциях»;
- Я. К. Сыркин «Электростатика и химическое сродство»;
- И. А. Казарновский «О сстроении комплексных соединений»;
- Ю. Б. Румер «Природа химической связи и квантовая механика» ;
- Н. Н. Семёнов «Общие теоретические обоснования цепной теории»;
- А. Н. Фрумкин «Теория адсорбции»;
- М. П. Дукельский «Химический износ и борьба с ним»;
- Е. И. Орлов «Химизация металлургии»;

12 секций — «коллективы родственной тематики» составили «колонны» съезда, включавшие 40 «бригад» для решения специальных научных и производственных вопросов. 320 докладов сгруппировано по тематике.
- Секция катализа — бригады: 1) неорганического катализа, 2) гидрогенизации, 3) биологического катализа, 4) использование газов (работала с бригадой по изучению растворителей секции органического сырья); докладчики: Б. В. Ерофеев, О. И. Лейпунский, Л. В. Розенкевич, С. З. Рогинский, А. А. Баландин, В. А. Ройтер, Я. К. Сыркин, П. В. Усачёв, А. Б. Шехтер, Ж. Фаузер и Е. Птич (оба Германия);
- Секция электрохимии — бригады: 1) электролитического получения водорода, хлора и щелочей, 2) электролиза расплавленных солей; докладчики: А. И. Бродский, О. А. Есин, В. К. Семенченко и В. В. Сперанский, А. С. Славатинский, М. И. Усанович, В. С. Финкельштейн, А. Н. Фрумкин и А. А. Хаикн,
- Секция химической аппаратуры и материалов — бригады: 1) химической аппаратуры связанного азота, 2) типовой аппаратуры, 3) металлических материалов, 4) неметаллических материалов; докладчики: Ю. Б. Биркган, В. Я. Лепетов, Н. М. Остроумова, Г. С. Петров, А. П. Тимофеенко, С. И. Щепкин и В. В. Ипатьев.
- Секция минерального сырья — бригады: 1) чёрной металлургии, 2) цветных металлов, 3) серы и серной кислоты, 4) силикатов, 5) вяжущих веществ, 6) минеральных удобрений, 7) солей, 8) редких элементов; сообщения: П. П. Будников, С. И. Вольфкович, В. И. Володин, М. Гутман и Г. Лейзерович, М. Кантор, Я. П. Подольский, П. А. Чекин и Д. А. Эгиз.
- Секция органического сырья — бригады: 1) угля и коксования, 2) синтетических жиров, 3) органических растворителей, 4) растительного сырья, 5) целлюлозы, 6) комплексного использования технического животного сырья, 7) синтез лекарственных, душистых и других веществ, 8) красителей и их полупродуктов, 9) пластических масс и лаков, 10) каучука; доложили: Б. А. Арбузов, Е. Б. Бруциус и В. Я. Венгерова, Н. Н. Ворожцов мл., Н. И. Гаврилов, К. Гесс (Берлин), П. Ф. Горбачёв, М. И. Кузнецов, А. И. Киприанов, А. Л. Клебанский, М. М. Каценельсон, С. В. Лебедев, М. Б. Маркович, С. С. Медведев, О. Ю. Магидсон, С. С. Намёткин, Г. Г. Поварин, Н. А. Преображенский, Н. Ф. Преображенский, Е. В. Раковский, В. М. Родионов, В. В. Челинцев, Г. В. Челинцев, И. Л. Кунянц и К. С. Топчиев, П. П. Шорыгин и В. И. Исагулянц.
- Секция контроля производства — бригады: 1) чёрной металлургии, 2) коксохимии, 3) энергетики и топлива, 4) основной химической промышленности, 5) цветной металлургии, 6) силикатов, 7) пищевой промышленности; докладчики: В. Д. Вознесенский, Я. О. Габинский, А. И. Гиндер, З. А. Иоф, М. М. Кованько, Е. С. Пржевальский, А. М. Пляшкевич, И. А. Соколов, Н. А. Тананаев, Б. И. Швырев.
- Секция коллоидной химии — бригады: 1) флотации, 2) поверхностных явлений и адсорбции; доклад: П. А. Ребиндер.
- В секции социалистического земледелия с докладами выступили: К. К. Гедройц, С. С. Драгунов, А. Н. Соколовский, А. В. Соколов.
- В секции биохимии: А. В. Благовещенский, В. С. Гулевич, З. В. Ермольев, А. Замыслов, Н. Н. Иванов, А. Р. Кизель, Е. Я. Калашников, А. Н. Лебедев, Р. Э. Лизеганг (Германия), А. И. Опарин, А. А. Обергардт

Литературная комиссия (общее заседание с секцией кадров) и Комиссии истории химии — доклады М. П. Дукельского и К. И. Марченко о перспективах издания химической литературы и химических журналов.
Съезд учредил Всесоюзное химическое общество имени Д. И. Менделеева.
В VI Менделеевском съезде участвовало 3211 делегатов, представлено 320 докладов.

### VII съезд
С 10 по 13 сентября 1934 года в Ленинграде и Москве прошёл съезд, посвящённый 100-летию со дня рождения Д. И. Менделеева. Созыв и организация его были возложены на Академию наук и Всесоюзное Химическое общество (ВХО). Постановлением Совнаркома СССР (СНК СССР) создана Правительственная комиссия содействия организации съезда.
Оргкомитет, возглавляемый Н. С. Курнаковым, руководил подготовкой мероприятия.
10 февраля 1934 года в Большом зале Ленинградской филармонии состоялось торжественное заседание общего собрания Академии наук СССР, Всероссийского химического общества, Ленинградского университета, Ленинградского технологического института и Всесоюзного метрологического института. Открыл заседание президент АН СССР А. П. Карпинский.
С докладами выступили:
- А. А. Байков — «Значение Д. И. Менделеева»
- С. А. Щукарев — «Современное состояние периодического закона Д. И. Менделеева»
- С. И. Вавилов — «Физика в научном творчестве Д. И. Менделеева»

Съезд был открыт 10 сентября в Таврическом дворце (тогда — имени Урицкого).
На съезде были представлены следующие основные доклады:

- А. А. Байков «Научное творчество Д. И. Менделеева»;
- А. А. Иванов «Работы Д. И. Менделеева в области метрологии»;
- Д. С. Рождественский «Периодический закон на основе анализа спектров»;
- Ф. А. Панет (Лондон) «Химический элемент и первичная материя»;
- B. Бильц (Ганновер) «Пространственная химия твердых тел»;
- Л. Мейтнер (Берлин) «Атомное ядро и периодическая система»;
- А. К. Болдырев «Атомные и ионные радиусы в кристаллах»;
- А. Е. Ферсман «Периодический закон Менделеева в геохимии»;
- И. И. Черняев «Химизм внутренней сферы комплексных соединениц»;
- А. А. Гринберг «Физическая химия комплексных соединений»;
- Н. С. Курнаков «Особые точки Д. И. Менделеева в учении о растворах и топология химической диаграммы»;
- Н. И. Степанов «Особые точки учения о растворах Д. И. Менделеева и метрика химической диаграммы»;
- П. Вальден (Росток) «Электролиты и растворители».
- Н. Д. Зелинский «Д. И. Менделеев и контактные явления»;
- С. С. Намёткин «Труды Д. И. Менделеева в области изучения нефти и нефтяной промышленности»;
- А. А. Яковкин «Взгляды Д. И. Менделеева на развитие промышленности в России»;

На торжественном заседании в Москве сделаны сообщения:

- В. Я. Курбатов «Закон Д. И. Менделеева и основы классификации в химии»;
- С. А Щукарев «О значении атомного веса для характеристики химических элементов»;
- А. И. Бродский «Современное состояние теории электролитов»;
- Д. Мак-Бейн (Калифорния) «Кинетика электрохимических реакций как неотъемлемая часть электрохимии растворов»;
- М. Центнершвер (Варшава) «О механизме растворения чистых металлов и сплавов»;
- В. Свентославский (Варшава) «О новой технике очистки и исследования степени чистоты жидкости»;
- В. Ноддак (Фрайбург) «К вопросу о дальнейшем развитии периодической системы»;
- Г. Марк (Вена) «Значение дифракции электронов для научных и ттехнических проблем»;
- И. Н. Странский (София) «Новые данные о процессах роста кристаллов и об образовании зародышей кристаллов»;
- В. Пальмер (Стокгольм) «О коррозии металлов»;
- Я. Гейровский (Прага) «Теория добавочного потенциала водорода и его каталитического понижения на капельном ртутном электроде»;

Мероприятию этому советские идеологи придавали особое пропагандистское значение. На съезде было 274 советских делегата и 28 иностранных учёных из 13 стран. Ленинград был представлен 91 учёным, Москва — 73, остальные города — 82. Гостей на съезде было 978, учёных — 674, от промышленности — 195, государственных чиновников — 28, аспирантов — 108.
Всего в юбилейном съезде приняло участие 1252 человека, докладов было представлено 30.

### VIII съезд
Съезд прошёл 16—23 марта 1959 года в Москве. Первый съезд после 25-летнего перерыва. «Проблемы общей и прикладной химии и её применение в народном хозяйстве».
Организован АН СССР, ВХО, Государственным Комитетом Совета Министров СССР по химии и Министерством высшего образования СССР. Председатель оргкомитета А. Н. Несмеянов.
В числе основных задач съезда указана потребность «оценить современный уровень развития отдельных отраслей химической науки и промышленности, выявить отстающие участки и направить внимание химиков всех специальностей на разработку важнейших тео-ретических и практических проблем»,
На пленарных заседаниях были представлены следующие доклады:

- В. С. Федоров «Задачи научно-технического прогресса химической промышленности»;
- В. А. Каргин «Основные проблемы химии полимеров»;
- А. Н. Несмеянов «Периодическая система элементов Д. И. Менделеева и органическая химия»;
- Н. Н. Семенов «Основные проблемы химической кинетик»;
- В. И. Спицын «Современное состояние периодического закона Д. И. Менделеева».
- А. П. Виноградов «Важнейшие проблемы радиохимии»;
- В. А. Энгельгардт «Некоторые проблемы современной биохимии».
- А. В. Соколов «Химические проблемы земледелия СССР»;
- В. Б. Николаев «Основные задачи химического аппарато- и машиностроения».
- Я. К. Сыркин «Современное состояние проблемы валентности»;
- А. П. Александров «Химические аспекты применения атомной энергии».

На съезде работали 17 секций и подсекции: 1) неорганической химии и технологии; 2) физической химии; 3) коллоидной химии; 4) органической химии и технологии; 5) аналитической химии; 6) химии и технологии полимеров; 7) химии природных соединений и биохимии; 8) агрономической химии; 9) химии и технологии топлива; 10) химии и технологии пищевых продуктов; 11) химии и технологии силикатов; 12) радиохимии и химии изотопов; 13) теоретической и прикладной электрохимии; 14) химии металлов и сплавов; 15) основных процессов и аппаратов химической технологии; 16) экономики, планирования и организации химических производств; 17) истории химии и химической технологии, химической номенклатуры и высшему химическому и технологическому образованию.
С докладами в секциях и подсекциях выступили: А. А. Баландин, В. В. Болдырев, Г. К. Боресков, А. П. Виноградов, М. В. Волькенштейн, М. М. Дубинин, Н. С. Ениколопян, Я. Б. Зельдович, Н. А. Изамйлов, Б. Н. Кабанов, В. А. Киреев, А. И. Китайгородский, Б. М. Козырев, Я. М. Колотыркин, А. Н. Лазарев, Д. И. Лейкис, Л. К. Лепинь, В. Г. Левич, О. В. Мазурин, К. П. Мищенко, А. Г. Морачевский, А. Б. Налбандян, Б. С. Непорент, В. Б. Николаев, Б. П. Никольский, А. Ф. Прихотько, С. З. Рогинский, Г. В. Самсонов, Н. Н. Семёнов, В. И. Спицын, А. В. Сторонкин, А. Г. Стромберг, Я. К. Сыркин, В. Л. Тальрозе, М. И. Тёмкин, А. М. Трофимов, А. Н. Фрумкин, Г. В. Цицишвили, Ю. А. Чизмаджев, М. М. Шульц, С. А. Щукарев, В. А. Энгельгардт и многие другие.
В работе съезда, помимо делегатов, приняло участие 700 гостей, — 150 иностранных ученых из 19 стран: Р. П. Белл, К. Ингольд (Англия), Д. Иванов (Болгария), Геза Шай (Венгрия), Э. Тило, А. Симон (ГДР), Г. Р. Кройт (Голландия), Е. Вианелло, Дж. Семерано (Италия), Лю Да-чан, Ян Ши-сянь, Гао Ди-юй (Китай), Ли Син Ги (Корея), В. Кемуля, А. Змачинский, Б. Каменский (Польша), К. Ноницеску, И. Мургулеску и Р. Рипан (Румыния), Т. Шервуд, С. Уинштейн, С. Томпсон и А. Гиорсо (США), Г. Виттиг, Вальтер и Ида Ноддак (ФРГ), П. Питаньоль, Ш. Прево, М. Летор, Г. Панетье (Франция), А. Штоль, Р. Морф (Швейцария), Б. Тежак (Югославия), Юро Хориути (Япония) и другие.
Иностранные делегаты сделали на секциях съезда около 60 докладов. в работе секций съезда приняло участие около 5 тыс. человек, а в отдельные дни достигало 10—11 тысяч.
В VIII Менделеевском съезде приняло участие 2200 учёных, представлено 1429 докладов 

### IX съезд
Съезд, посвящённый проблемам химизация сельского хозяйства, прошёл в Киеве 24—30 мая 1965 года.
Организаторы: Академия наук СССР, Академия наук УССР, ВХО, Министерство высшего и среднего специального образования СССР и Государственный комитет химической промышленности при Госплане СССР .
Открыли съезд председатель Оргакомитета Н. М. Жаворонков, первый секретарь ЦК КПУ П. Е. Шелест и председатель государственного комитета химической промышленности при Госплане СССР — его председатель Л. А. Костандов.
На секциях: химия и технология природных соединений, химия и технология минеральных удобрений, химия и технология пищевых продуктов, химизация животноводства, химия и технология лекарственных веществ и других, в числе прочих были представлены доклады:

- А. Н. Несмеянова «Проблемы синтетических пищевых средств»;
- Н. А. Шманенков «Проблемы химизации животноводства»;
- А. И. Опарин «Задачи биохимии в пищевой промышленности»;
- В. А. Энгельгардт «Пути химии в познании явлений жизни»;
- М. М. Шемякин «Проблемы биоорганической химии»;
- А. П. Виноградов «Микроэлементы и задачи науки»;
- С. И. Вольфкович Производство и применение минеральных удобрений.

С докладом «Основные проблемы агрономической химии» выступили авторы: П. А. Власюк, П. А. Дмитренко, А. В. Лазурский, П. Г. Найдин, Я. В. Пейве, А. В. Сокоов. О новых лекарственных препаратах рассказали в своём докладе «О механизме физиологического действия фосфор-органических соединений» М. И. Кабачник, М. Я. Михельсон и А. П. Бресткин.
Во время съезда академик АН УССР А. В. Кирсанов, за его работы в области химии фосфорорганических соединений, был награждён золотой медалью Д. И. Менделеева — первое вручение этой награды Академии наук. На одном из заседаний учёный доложил съезду о результатах этих исследований.
С докладами выступили заместитель министра высшего и среднего специального образования СССР М. А. Прокофьев, председатель Комитета химической промышленности при Госплане СССР Л. А. Костандов и др.
По традиции во время работы съезда состоялся симпозиум по вопросам высшего химического образования.
В работе IX Менделеевского съезда приняло участие 2500 делегатов и гостей от различных научных и учебных учреждений, заводов, министерств и ведомств, было заслушано 700 докладов, в прениях выступило более 500 человек, в том числе и зарубежные гости ..

### X съезд
Съезд, посвящённый 100-летию открытия Д. И. Менделеевым периодического закона, состоялся 23—26 сентября 1969 года в Ленинграде.
Подготовка и проведение съезда осуществлялась Оргкомитетом: председатель Н. Н. Семёнов; заместители: С. И. Вольфкович, Н. М. Жаворонков, В. В. Козлов, К. П. Мищенко и А. А. Петров.
- 23 сентября — открытие съезда, концертный зал «Октябрьский»: председатель Юбилейного комитета В. А. Кириллин и председатель Оргкомитета Н. Н. Семёнович.
  - С. А. Щукарев «Периодический закон Д. И. Менделеева, современное значение и перспективы»
  - Л. А. Костандов «Некоторые итоги и перспективы технического прогресса химической промышленности СССР»
  - Г. Н. Флёров «Синтез и поиски сверхтяжёлых элементов»
- 24 сентября — Таврический дворец

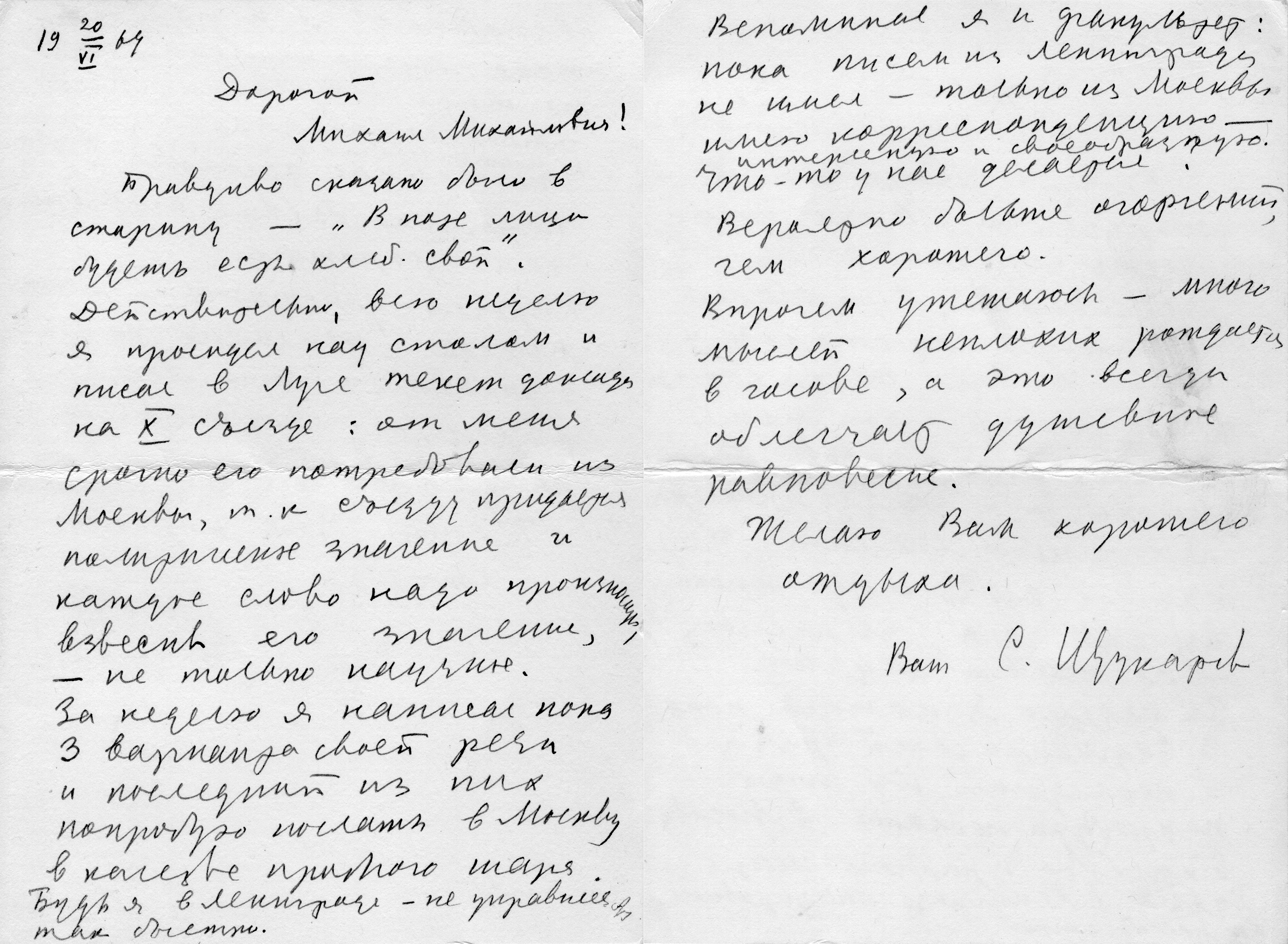
Письмо профессора С. А. Щукарева декану химического факультета ЛГУ профессору М. М. Шульцу (в письме речь идёт о X Менделеевском съезде). 1969

  - Утреннее пленарное заседание: Б. М. Кедров «Открытие Периодического закона»; В. С. Фёдоров «Перспективы и проблемы развития нефтехимической и нефтеперерабатывающей промышленности» СССР; В. И. Гольданский «Периодический закон и проблемы ядерной химии»; И. Ноддак (ФРГ) «Периодическая система и поиски новых элементов»; Б. П. Никольский «Радиохимия и периодический закон»; М. Н. Гайсинский (Лаборатория Кюри, Франция) «Влияние электронов 4f и 5f на основные химические свойства соответствующих элементов».
  - Вечернее пленарное заседание: Н. А. Горюнова «Периодический закон и химия полупроводников»; И. А. Гришманов «Основные направления технического развития силикатных строительных материалов»; П. Хагенмюллер (Университет Бордо, Франция) «Некоторые аспекты химии фтора, наиболее электроотрицательного элемента таблицы Д. И. Менделеева»; Д. В. Линнет (Англия) «Распространение правила октета Льюиса»; К. Б. Яцимирский «Комплексообразование и периодическая система элементов».

- 25 сентября — Таврический дворец
  - Утреннее пленарное заседание: А. П. Виноградов «Современная геохимия в свете периодического закона»; Н. М. Жаворонков «Д. И. Менделеев и современные проблемы химической технологии»; И. В. Тананаев «Периодический закон и редкие элементы»; Г. К. Боресков «Периодический закон и каталитические свойства элементов»; Вручение золотой медали Д. И. Менделеева академику Н. М. Жаворонкову.
  - Вечерние заседания симпозиумов.
    - 1-й симпозиум «Преподавание современной химии в высшей и средней школе». Руководитель Е. И. Ахумов, заместитель Н. С. Торочешников; Вступительное слово: В. П. Елютин; Н. С. Торчешников «Периодический закон Д. И. Менделеева и развитие высшего химического образования в СССР»; «Проблемы химической подготовки в университетах и в высшей технологической школе»: М. М. Шульц, В. И. Спицин, В. Б. Алесковский, С. В. Кафтанов; «Периодический закон Д. И. Менделеева в преподавании химических дисциплин в высшей и средней школе»: М. А. Прокофьев, Л. А. Цветков, С. А. Щукарев, К. Б. Яцимирский, К. П. Мищенко
    - 2-й симпозиум «История открытия и развития периодического закона». Руководители: Н. А. Фигуровский, В. В. Разумовский, В. И. Кузнецов; Вступительное слово: М. А. Прокофьев; Сообщения: В. М. Клечковский, Д. Д. Иваненко, Н. А. Фигуровский, С. А. Щукарев, Б. М. Кедров, Х. Ивекович (Югославия), А. А. Макареня, Ю. И. Соловьёв, В. И. Кузнецов, К. Иенсен (Дания), Г. В. Быков, Ю. С. Мусабеков, М. Г. Фаерштейн, Д. Н. Трифонов, В. В. Разумовский, И. П. Селинов и др.
    - 3-й симпозиум «Синтез, поиск и изучение свойств сверхтяжёлых элементов»: Г. Н. Флёров, В. И. Гольданский, К. А. Петержак.
- 26 сентября — Таврический дворец
  - Утреннее пленарное заседание: С. И. Вольфкович «Д. И. Менделеев и отечественная химия»; В. И. Спицын «Семивалентное состояние нептуния и плутония и проблемы валентности актиноидов»; Г. Сиборг (председатель Комиссии по атомной энергии США) «Новые области Периодической системы химических элементов Д. И. Менделеева»; Я. К. Сыркин «Периодическая система и проблемы валентности».

Закрытие съезда.
В работе съезда участвовало 2200 делегатов, в том числе 80 иностранных учёных, представлено было 38 докладов.

### XI съезд
Одиннадцатый съезд по общей и прикладной химии прошёл 22—27 сентября 1975 года в Алма-Ате.
Оргкомитет съезда, в который входило более 100 учёных, представителей различных научных и производственных организаций, главы министерств, возглавлял Ю. А. Овчинников; заместители Н. М. Жаворонков, С. И. Вольфкович и А. М. Кунаев.
С пленарными докладами выступили:

- Ю. А. Овчинников — вступительное слово;
- Н. Н. Семёнов «Пути развития химической физики»
- Л. А. Костандов «О техническом прогрессе химической промышленности в десятой пятилетке»;
- Н. М. Жаворонков «Научно-технический прогресс и проблемы химической технологии»;
- В. С. Фёдоров «Основные направления научно-технического прогресса и нефтехимической и нефтеперерабатывающей промышленности СССР»;
- С. И. Вольтфкович «Проблема фосфора»;
- П. Ф. Ломако «Проблема комплексного использования сырья в цветной металлургии»;
- А. М. Кунаев «Основные направления научно-технического прогресса в цветной металлургии Казахстана»;
- В. И. Добужинский «О некоторых научно-технических проблемах развития промышленности строительных материалов»;
- А. П. Виноградов «Химия планет нашей Солнечной системы»;
- Д. В. Сокольский «Основные проблемы катализа на примере каталитической гидрогенизации»;
- А. Н. Фрумкин «Некоторые проблемы электрохимии»;
- В. И. Спицын «Неорганическая химия: современное состояние и перспективы развития».

Работа съезда проходила в 16 секциях:
- Неорганическая химии и технология неорганических материалов — председатели: В. И. Спицын, Б. А. Беремжанов; заместители: Ю. А. Буслаев, В. В. Зеленцов; секретари: К. М. Дунаева и Н. А. Субботина.
- Органическая химия и технология органических веществ — председатели: И. Л. Кнунянц, А. Ш. Шарифканов; секретарь: Т. П. Васильева.
- Биохимия — председатели: С. Е. Северин, М. И. Горяев; заместитель: Б. П. Готтих; секретарь: Н. В. Гнучев.
- Физическая химия — председатели: Я. М. Колотыркин, М. И. Усанович; заместитель Ю. А. Пентин; секретарь И. В. Верщинский.
- Химическая физика и катализ — председатели: Н. Н. Семёнов, Д. В. Сокольский; заместители: В. Н. Кондратьев, Г. К. Боресков, Н. М. Эмануэль; секретари: Е. Л. Аптекарь, З. Е. Самойлов, В. А. Кузьмин, К. Н. Жаворонкова, Н. И. Ческис.
- Радиохимия и ядерная технология — председатели: Б. П. Никольский, В. И. Плотников; заместители: В. И. Гольданский, Н. Е. Брежнева; секретарь Г. Н. Некрасова.
- Геохимия и космохимия — председатель А. П. Виноградов; заместитель Г. Б. Наумов; секретари: З. В. Студеникова, Т. М. Сущевская.
- Аналитическая химия — председатели: И. П. Алимарин, О. А. Сонгина; заместители: Ю. А. Золотов, Г. Г. Девятых; секретари: В. В. Багреева, Г. Б. Бектурова.
- Химия и технология высокомолекулярных соединений — председатель К. А. Андрианов; заместители: Б. А. Жубанов, А. А. Жданов, М. И. Рохлин; секретарь В. П. Зубов.
- Теоретические основы химической технологии — председатель В. А. Малюсов; заместители: П. Г. Романков, Л. Ж. Серафимов; секретари: В. А. Лотхов.
- Электрохимия — председатель А. Н. Фрумкин; заместители: Г. Д. Закумбаева, В. С. Богоцкий; секретарь: А. А. Корнышев.
- Химия металлов и металлургия — председатели: Н. В. Агеев, А. М. Кунаев; заместитель Е. М. Савицкий; секретари: В. Ф. Терехов, Л. Г. Романов;
- Нефтехимия — председатель Н. С. Намёткин; заместители: Б. В. Суворов, С. М. Локтев; учёный секретарь А. Н. Румянцев.
- Химия и технология силикатов — председатели: М. М. Шульц, С. Т. Сулейменов; заместитель В. В. Тимашев; секретарь В. Б. Глушкова.
- Химия в сельском хозяйстве — председатели: С. И. Вольфкович, А. Б. Бектуров; заместители: Ю. В. Ракитин, Н. Н. Мельников; секретари: А. А. Ионнас, В. А. Урих.
- Симпозиум по химическому образованию и химической литературе — председатели: Н. С. Торчешников, Е. Ф. Сперанская; заместители: В. Б. Алесковский, В. И. Ксензенко; секретари: Л. А. Карпова, В. Я. Родионова, В. Н. Кононова, Р. В. Иванова.

На съезде было 2184 делегата, из них 126 иностранных; прошло 103 заседаний секций, на которых представлено 800 докладов.

### XII съезд
Очередной форум по общей и прикладной химии состоялся 21—25 сентября 1981 года в Баку.
Созван съезд был Академией наук, ВХО, и несколькими отраслевыми министерствами. Организационный комитет: председатель Ю. А. Овчинников; заместители — Н. М. Жаворонков, Н. М. Эмануэль, Г. Б. Абдуллаев, Ф. Г. Ахмедов.

- Ю. А. Овчинников — вступительное слово;
- Л. А. Костандов — вступление, посвящённое открытию съезда

Пленарные доклады:

- В. В. Листов «Проблемы и основные направления развития химической промышленности в XI пятлетке»;
- Ю. А. Овчинников «Биоорганическая химия — итоги и перспективы»;
- Н. М. Жаворонков «Роль химии и химической технологии в материально-техническом прогрессе»;
- А. И. Лукашов «Научно-технические проблемы нефтехимической и нефтеперерабатывающей промышленности СССР»;
- Г. Б. Абдуллаев «Развитие химической науки в Азербайджане»;
- Н. А. Мальцев «Химия и развитие нефтяной промышленности»;
- К. М. Дюмаев «Комплексные целевые программы в химии и химической технологии»;
- Я. М. Колотыркин «Прогресс в теоретической и прикладной электрохимии»;
- Н. М. Эмануэль «80-е годы. Теория и практика жидкофазного окисления органических веществ»;
- Г. К. Боресков «Перспективные направления развития гетерогенного катализа».

Секции:
- 1. Неорганическая химия и технология неорганических веществ. Руководители: И. В. Тананаев, Г. Г. Девятых, А. В. Новосёлова, В. И. Спицын, З. Г. Зульфугаров;
- 2. Органическая химия и технология органических веществ. Руководители: Н. К. Кочетков, А. М. Кулиев, Б. А. Арбузов, О. А. Реутов.
- 3. Физическая химия. Руководители: И. В. Птрянов-Соколов, В. А. Легасов, В. И. Нефёдов, Н. Г. Рамбиди, М. И. Рустамов, Ф. И. Лобанов.
- 4. Координационная химия. Руководители: Ю. А. Буслаев, А. В. Богатский, К. Б. Яцимирский, Р. Н. Щелоков, С. Д. Мехтиев.
- 5. Аналитическая химия. Руководители: И. П. Алимарин, Ю. А. Золотов, А. Л. Шабанов.
- 6. Электрохимия и проблемы борьбы с коррозией. Руководители: Я. М. Колотыркин, А. В. Городысский, В. Е. Казаринов, А. Г. Алекперов.
- 7. Химическая физика и катализ. Руководители: Н. Н. Семёнов, Н. М. Эмануэль, Г. К. Боресков, И. И. Моисеев, Б. А. Дадашев.
- 8. Химия и технология высокомолекулярных соединений. Руководители: В. В. Коршак, Б. А. Долгоплоск, Н. С. Ениколопов, М. А. Далин, З. А. Роговин.
- 9. Нефтехимия и нефтепереработка. Руководители: Н. С. Намёткин, В. С. Алиев, А. И. Лукашов, А. Ф. Платэ.
- 10. Биоорганическая химия и биохимия. Руководители: А. С. Садыков, С. Е. Северин, В. А. Энгельгардт, А. С. Хохлов, В. Р. Волобуев.
- 11. Теоретические основы химической технологии. Руководители: В. В. Кафаров, В. А. Малюсов, П. Г. Романков, Т. Н. Шахтахтинский.
- 12. Химические проблемы металлургии. Руководители: А. Ф. Белов, А. А. Бовчар, А. И. Манохин, Г. Б. Шахтахтинский.
- 13. Проблемы химизации сельского хозяйства. Руководители: Е. Н. Мишустин, Н. Н. Мельников, А. Н. Гюльахмедов.
- 14. Химия и технология силикатов. Руководители: М. М. Шульц, В. В. Тимашев, О. П. Мчедлов-Петросян, Н. И. Филиппович, Ф. З. Мусабеков, В. И. Добужинский.
- 15. Химические проблемы газо- и нефтедобычи. Руководители: В. Н. Виноградов, А. А. Али-заде, П. С. Белов, Ю. Н. Байдиков.
- 16. Проблемы лесохимии. Руководители: Д. Л. Рахманкулов, Б. К. Зейналов.
- 17. Коксохимия и технология искусственного жидкого топлива. Руководители: И. В. Клечиц, А. А. Кричко, М. И. Щадов, М. А. Марданов.
- 18. Химическое образование и химическая литература. Руководители: Г. А. Ягодин, И. В. Березин, Н. С. Торочешников, Д. И. Зульфугарлы;
- 19. Радиохимия. Руководители: Б. П. Никольский, Г. Н. Флёров, Б. Н. Ласкорин, Ан. Н. Несмеянов, Н. Т. Кузнецов, Мамед Эмин Якуб Оглы Бекиров.

Вместе с пленарными — в итоговой монографии, посвящённой съезду, были опубликованы следующие секционные доклады:

- В. А. Легасов, Б. Б. Чайванов «Химические синтезы с участием одноатомных газов»;
- М. М. Шульц «Развитие фундаментальных исследований силикатов и тугоплавких оксидов»;
- А. С. Болдырев «Промышленность строительных материалов СССР в XI пятилетке»;
- О. А. Реутов, Л. А. Асланов, В. С. Петросян, В. И. Нефёдов, Ю. А. Буслаев «Явление транс-упрочнения в координационных соединениях переходных элементов»;
- И. П. Алимарин «Развитие аналитической химии в СССР»;
- Ю. А. Золотов, В. П. Ионов, В. А. Бодня, Г. А. Ларикова, Н. В. Низьева, Г. Е. Власова, Е. В. Рыбакова «Макроциклические экстрагенты»;
- А. В. Богатский, Н. Г. Лукьяненко «Синтез и свойства новых полифункциональных макроциклических лигандов»;
- С. П. Губин «Химия кластерных соединений — новое направление в неорганической химии»;
- Н. М. Жаворонков «Об итогах XII Менделеевского съезда по общей и прикладной химии»;

На XII съезде было 2200 делегатов, в том числе 180 иностранных участников; прошло 138 заседаний, на которых сделано 1003 доклада, изданные сборники тезисов которых включают 4900 авторов.

### XIII съезд
XIII съезд по общей м прикладной химии, посвящённый 150-летию Д. И. Менделеева, прошёл в Ленинграде 21—25 мая 1984 года.
Организаторами юбилейного съезда традиционно были Академия наук СССР, ВХО и ряд министерств. Оргкомитет: председатель Ю. А. Овчинников; заместители: Н. М. Жаворонков, А. В. Фокин, М. М. Шульц, Н. М. Эмануэль; главный учёный секретарь А. Ю. Цивадзе.
Предваряло съезд Торжественное заседание, посвящённое юбилею, которое прошло в Москве в Большом театре Союза ССР 8 февраля 1984 года. Вступительным словом собрание открыл президент академии А. П. Александров; с докладом о жизни и творчестве Д. И. Менделеева выступил вице-президент АН СССР Ю А. Овчинников.
Съезд был открыт 21 мая в Ленинграде в концертном зале «Октябрьский».
В дни съезда с пленарными докладами выступили:

- Н. М. Жаворонков «Д. И. Менделеев — учёный и мыслитель»;
- В. В. Листов «Д. И. Менделеев и развитие отечественной химической промышленности на современном этапе»;
- А. В. Фокин «Д. И. Менделеев — организатор Русского физико-химического общества»;
- Л. Колдиц (ГДР) «О современном состоянии химии элементов, предсказанных Д. И. Менделеевым»;
- В. П. Спицын «Периодический закон Д. И. Менделеева с точки зрения современных представлений о веществе»;
- Н. М. Эмануэль «Д. И. Менделеев и современная химия»;
- В. А. Коптюг «Состояние и перспективы использования ЭВМ для решения задач органической химии»;
- В. С. Фёдоров «Д. И. Менделеев и проблемы нефтепереработки и нефтехимии»;
- К. Саито (Япония) «Развитие идей Д. И Менделеева в современной неорганической химии»;
- М. М. Шульц «Развитие учения Д. И Менделеева о силикатах и стеклообразном состоянии»;
- Ю. В. Тербеев «Д. И. Менделеев — основоположник отечественной метрологии».

1840 делегатов, 147 иностранных участников; в дни съезда было представлено 11 докладов.

### XVI съезд
Очередной съезд по общей и прикладной химии прошёл 25—29 мая 1998 года в Санкт-Петербурге. Посвяящён «250-летию отечественной химической науки».
Организаторы: РАН, ВХО, Министерство науки и технологии РФ и Министерство экономики РФ. Президент съезда академик О. М. Нефёдов, председатель оргкомитета съезда академик А. И Русанов, главный учёный секретарь съезда академик А. Ю. Цивадзе.
Секции:
- 1. Химическая наука: достижения и перспективы — руководитель Г. Ф. Терещенко;
- 2. Состояние и развитие производства химических продуктов — руководитель Г. Ф. Терещенко;
- 3. Химия и проблемы экологии, анализ и контроль объектов окружающей среды — Ю. А. Золотов;
- 4. Материалы будущего и нетрадиционные химические технологии — руководители: И. В. Горынин, Н. А. Платэ;
- 5. Химия живого — руководитель В. Т. Иванов;
- 6. Химические источники энергии — руководитель В. Е. Казаринов;
- 7. Химическое образование — руководитель П. Д. Саркисов;
- 8. Круглый стол «Химия и проблемы мегаполисов» — руководитель Ю. М. Лужков;
- 9. Химия и бизнес — руководитель В. П. Иванов;
- 10. История достижений отечественной химии — руководитель И. С. Дмитриев;
- 11. Российско-американский симпозиум «Химия и окружающая среда» — руководители: Ю. А. Золотов (Россия), М. П. Дойл (США);
- 12. Научная сессия по проектам ИНТАС в области химии:
  - Заседание 1 — руководитель Н. Н. Кулов (Россия);
  - Заседание 2 — руководитель Л. Коста (Италия);
- 13. 6-я Международная конференция по химии карбенов и родственных интермедиаторов;
- 14. 5-я Международная конференция «Фундаментальные проблемы преобразования энергий в литиевых электрохимических схемах».

### XVIII съезд
Организаторы съезда: Российская Академия наук, Российское химическое общество им. Д. И. Менделеева, Правительство Москвы, Министерство образования и науки РФ, Российский союз химиков, Национальный комитет российских химиков. Съезд проводился под эгидой Международного союза по теоретической и прикладной химии (IUPAC). Этот съезд стал самым представительным в истории Менделеевских съездов — на нем собрались 3850 участников из 15 регионов России и 25 стран. Это крупные ученые из институтов Российской Академии наук, вузов, представители промышленности и сельского хозяйства, крупных зарубежных и российских компаний, связанных с производством химических продуктов и материалов.

### XIX съезд
XIX-й Менделеевский съезд по общей и прикладной химии состоялся с 25 по 30 сентября 2011 года в г. Волгограде.

### XX съезд
XX-й Менделеевский съезд по общей и прикладной химии состоялся с 26 по 30 сентября 2016 года в г. Екатеринбург.

### XXI съезд
XXI-й Менделеевский съезд по общей и прикладной химии состоялся с 9 по 13 сентября 2019 года в г. Санкт-Петербург.
В программу XXI Менделеевского съезда были включены пленарные и секционные доклады, стендовые сообщения, симпозиумы и круглые столы по основным направлениям химической науки и технологии, а также развития Периодической таблицы.
Секции:
1. Фундаментальные проблемы химической науки Руководители – академик РАН Егоров М.П., академик РАН Алдошин С.М.
2. Химия и технология материалов Руководители – академик РАН Каблов Е.Н., академик РАН Кузнецов Н.Т., академик РАН Рудской А.И.
3. Физико-химические основы металлургических процессов Руководители – академик РАН Леонтьев Л.И., чл.-корр. РАН Григорович К.В., д.т.н. Костина М.В.
4. Энергоресурсоэффективность, экологическая безопасность и управление рисками химических производств. Руководитель – академик РАН Мешалкин В.П.
5. Химические аспекты современной энергетики и альтернативные энергоносители Руководитель – академик РАН Цивадзе А.Ю.
6. Химия ископаемого и возобновляемого углеводородного сырья Руководитель – академик РАН Пармон В.Н.
7. Аналитическая химия: новые методы и приборы для химических исследований и анализа Руководитель – академик РАН Золотов Ю.А.
8. Химическое образование Руководитель– академик РАН Лунин В.В.
9. Периодическая таблица и новые элементы Руководители – академик РАН Мясоедов Б.Ф., профессор Дмитриев С.Н.
10. Медицинская химия: фундаментальные и прикладные аспекты Руководители – академик РАН Чарушин В.Н., член-корреспондент РАН Бачурин С.О.
Сателлитные симпозиумы:
•	Celebrating D.I. Mendeleev’s Periodic System. A Historical Perspective Руководители – академик РАН Лунин В.В., доктор Ван Тиггелен Б.
•	From Empirical to Predictive Chemistry Руководители – проф. Варнек А.А., проф. Поройков В.В.
•	The Periodic Table through Space and Time Руководитель – член-корр. РАН Шустов Б.М., проф. Ван Дишек Е.
•	F-Block Elements: Recent Advances and Challenges  Руководители – член-корр. РАН Калмыков С.Н., проф. Трифонов А.А.
•	Self-Assembly and Supramolecular Organization Руководители – проф. Хоссейни М.В., член-корр. РАН Горбунова Ю.Г.
•	Research at the BRICS STI Framework Programme Руководитель – проф. Ньюконг Т. (ЮАР)
•	Elemental Materials for Electrochemical Energy  Руководители – член-корр. РАН Антипов Е.В., проф. Стевенсон К.
•	Mendeleev–2019: 11th International Conference on Chemistry for Young Scientists Руководитель – проф. Балова И.А.
Круглые столы:
Современные технологии и материалы на их основе: Pуководители – академик РАН Каблов Е.Н., академик РАН Рудской А.И.
О роли научных фондов в развитии химических наук : Руководители - академик РАН Панченко В.Я., академик РАН Еременко И.Л.
Взаимодействие химической науки и бизнеса: Pуководитель – Иванов В.П.
Совещание президентов химических обществ различных стран: Pуководитель – академик РАН Цивадзе А.Ю.